# Goodwill (Dakota del Sur)
Goodwill es un lugar designado por el censo ubicado en el condado de Roberts en el estado estadounidense de Dakota del Sur. En el Censo de 2010 tenía una población de 513 habitantes y una densidad poblacional de 256,24 personas por km².

## Geografía
Goodwill se encuentra ubicado en las coordenadas 45°33′58″N 97°3′21″O / 45.56611, -97.05583. Según la Oficina del Censo de los Estados Unidos, Goodwill tiene una superficie total de 2 km², de la cual 1.96 km² corresponden a tierra firme y (2.33%) 0.05 km² es agua.

## Demografía
Según el censo de 2010, había 513 personas residiendo en Goodwill. La densidad de población era de 256,24 hab./km². De los 513 habitantes, Goodwill estaba compuesto por el 2.53% blancos, el 0% eran afroamericanos, el 93.18% eran amerindios, el 0% eran asiáticos, el 0% eran isleños del Pacífico, el 0% eran de otras razas y el 4.29% pertenecían a dos o más razas. Del total de la población el 1.56% eran hispanos o latinos de cualquier raza.